# Studiegebied
Met studiegebied bedoelt men in het Vlaamse secundair onderwijs een groep van studierichtingen die inhoudelijke verwantschap vertonen. De term heeft zijn functie in het bepalen van overgangsregels van de ene studierichting naar een andere, of bij de keuze van een zevende specialisatiejaar. Deze verloopt namelijk (van rechtswege) vlotter als men binnen hetzelfde studiegebied blijft. Ook met het toekennen van werkingstoelagen aan scholen heeft het studiegebied zijn belang.
- Het ASO geldt als één studiegebied, behoudens (top-)sport.
- Het KSO telt drie studiegebieden: "Ballet", "Beeldende kunsten" (met studierichtingen als beeldende kunst, architecturale vorming, artistieke opleiding, ... ) en "Podiumkunsten" (met de studierichtingen "dans", "muziek", en "woordkunst-drama").
- Het TSO en BSO tellen samen een 25-tal studiegebieden. Sommige zijn eerder klein (met slechts één studierichting, bijvoorbeeld optiektechnieken); anderen zijn omvangrijk met meer dan twintig studierichtingen, zoals het studiegebied "mechanica en elektriciteit". De meeste van die studiegebieden vertegenwoordigen zowel TSO- als BSO-studierichtingen. 
  - Bijvoorbeeld: het studiegebied "handel" bestaat uit de studierichtingen:
    - TSO: handel; handel-talen; secretariaat-talen; informaticabeheer, boekhouden-informatica;
    - BSO: kantoor; verkoop

  - Bijvoorbeeld: het studiegebied "mode"
    - TSO: "creatie en mode"
    - BSO: "moderealisatie en -verkoop"

Ook in het hoger onderwijs, met name op het niveau van professionele bachelor, worden opleidingen gegroepeerd per studiegebied.